# Coded Mark Inversion

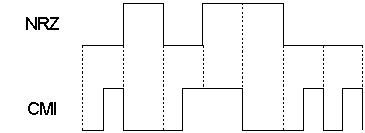
Linkový kód CMI

Coded Mark Inversion (CMI) je linkový kód patřící do kategorie kódů bez návratu k nule (anglicky non-return-to-zero, NRZ) používaný v telekomunikacích pro přenos digitálních signálů. CMI kóduje datovou nulu jako polovinu bitového intervalu s úrovní nula a polovinu bitového intervalu s úrovní jedna, a datovou jedničku jako konstantní úroveň po celou dobu trvání bitu. Úroveň používaná pro datovou jedničku je vždy opačná než úroveň použitá pro předchozí datovou jedničku.
CMI se poněkud podobá Millerovu kódování, které také používá impulsy délky poloviny celého trvání bitu, ale navíc používá kombinaci půl jedničky/půl nuly a upravuje je tak, že signál vždy zůstane na stejné úrovni alespoň po dobu trvání jednoho bitu.
CMI zdvojnásobuje frekvenci bitového proudu v porovnání s kódem NRZ, ale umožňuje snadné a spolehlivé obnovení hodinového signálu.